# Giun kim
Giun kim (Danh pháp khoa học: Enterobius vermicularis) là một loại giun ký sinh. Ở người, chúng là loại ký sinh trùng dễ mắc phải, gây ngứa vùng hậu môn.

## Đặc điểm
Là loại giun có kích thước cơ thể nhỏ, màu trắng đục. Đầu hơi phình. Hai bên thân có 2 mép hình lăng trụ do sự dày lên của lớp vỏ cuticun bọc bên ngoài. Giun kim đực đuôi cong và có 1 gai giao hợp cong như lưỡi câu. Con cái to hơn, dài hơn con đực đuôi nhọn và thẳng, tử cung chứa đầy trứng. Cơ thể có khía ngang sần sùi để ma sát tốt cho di chuyển. Cuối thực quản có ụ phình. Trứng giun kim có vỏ nhẵn hình bầu dục và thường vẹt một đầu như hình hạt gạo. Tính chất bắt màu của trứng giun kim phụ thuộc vào trứng có tiếp xúc với phân hay không.Kí sinh ở ruột già người, nhất là ở trẻ em. Đêm, giun cái liên tục tìm đến hậu môn để đẻ trứng gây ngứa ngáy. Trứng giun qua tay và thức ăn truyền vào miệng.

## Ký sinh

### Ở người
Đường lây truyền phổ biến của chúng là các vật dụng trong nhà như: quần áo, đồ chơi, gối, mùng, màn. Trứng giun rất nhẹ, có thể bay trong không khí và ai cũng có thể nuốt phải. Khi vào trong ruột, giun kim gây tổn thương niêm mạc ruột, làm rối loạn tiêu hóa, nổi mẩn dị ứng, viêm sinh dục, âm hộ, âm đạo, rối loạn tiểu tiện và thậm chí rối loạn kinh nguyệt (đối với bé gái)... Nếu giun kim lọt vào ruột thừa có thể gây nên tình trạng viêm ruột thừa. Ban đêm, giun kim cái bò ra ngoài hậu môn đẻ trứng và gây ngứa, người bệnh gãi sẽ làm trầy, xước, loét, nhiễm trùng thứ phát và tái nhiễm thường xuyên.
Chúng đẻ trứng ở bên ngoài cơ thể người, thường là vùng xung quanh hậu môn, gây ngứa ngáy: điều này giúp thực hiện sự lây lan của ấu trùng qua tay người. Việc gãi liên tục khiến rìa hậu môn bị tấy đỏ, sưng huyết. Ngoài ra, giun kim cũng có thể xâm nhập và gây viêm phổi, thực quản, hốc mũi, cổ tử cung, gây viêm ruột thừa, làm thủng ruột.

### Ở vật nuôi
Bệnh giun kim là một bệnh ký sinh trùng phổ biến ở nhiều loài gia cầm và thủy cầm nuôi cũng như hoang cầm. Bệnh gây nhiều thiệt hại về kinh tế cho người chăn nuôi bởi không những chúng trực tiếp gây giảm trọng lượng, gây tắc ruột, làm chết vật nuôi mà còn tạo điều kiện cho nhiều bệnh thứ phát (bội nhiễm) khác, đặc biệt nó là vật chủ trung gian truyền lây bệnh viêm gan - ruột truyền nhiễm (bệnh đầu đen) ở gà và gà Tây.